# Werklast
Werklast (WL), maximale last of bedrijfslast (Working Load Limit, WLL) is de maximaal toelaatbare nuttige last die tijdens recht hijswerk gehesen mag worden. Deze ligt aanmerkelijk lager dan de theoretische treksterkte (Minimum Breaking Load, MBL), afhankelijk van het hijsmateriaal en de werkzaamheden. De gebruiksfactor of vroeger veiligheidsfactor sf bij hijsen met staalkabels ligt bijvoorbeeld op 5, terwijl dit bij hijsbanden op 7 ligt.
In het verleden werd in plaats van WLL gebruikgemaakt van SWL of Safe Working Load. Tegenwoordig wordt hier nog wel gebruik van gemaakt. Dit moet dan een waarde zijn die is aangepast aan de specifieke situatie, als er bijvoorbeeld niet recht wordt gehesen.